# 羅倫·布克斯
羅倫·布克斯（英語：Lauren Beukes，1976年6月5日—），是一位南非小說家、短篇小說作家、記者及電視編劇。

## 生平
羅倫·布克斯出生於約翰內斯堡，目前住在開普敦。她擁有開普敦大學創意寫作碩士學位。她曾擔任自由撰稿人十年，包括在紐約及芝加哥的兩年。
她是《我會我會回來找妳》（The Shining Girls）作者，這是一本關於時間旅行連環殺手的小說。MRC和萊昂納多·迪卡普里奧團隊將小說改編為電視劇。
2013年4月15日，《我會我會回來找妳》由蘭登書屋在南非發行，2013年4月25日，由英國哈珀柯林斯出版社發行，2013年6月4日於美國穆赫蘭出版社發行。哈珀柯林斯已經贏得國際出版權利。

## 外部連結
- 官方网站
- 羅倫·布克斯在互联网电影资料库（IMDb）上的資料（英文）
- 大漫画资料库上的页面：Lauren Beukes
- 漫画书数据库：Lauren Beukes
- Interview with the Mail & Guardian （页面存档备份，存于）
- FAQ from the author's website